# Matilda Joslyn Gage
Matilda Joslyn Gage (24. března 1826 Cicero – 18. března 1898 Chicago) byla americká spisovatelka a aktivistka. Je známá především jako sufražetka (bojovala např. za volební právo žen). Zároveň ale také vedla boj za práva domorodých obyvatel Spojených států amerických, abolicionismus (zrušení otroctví) a volnou myšlenku (svobodné uplatňování rozumu ve věcech náboženského přesvědčení). Je po ní pojmenován Matildin efekt, který popisuje sklon popírat zásluhy žen o vědecké vynálezy. Měla také vliv na svého zetě Lymana Franka Bauma, autora Čaroděje ze země Oz.
Byla nejmladší řečnicí na Národním sjezdu za práva žen, který se konal v roce 1852 ve městě Syracuse ve státě New York. Byla neúnavnou pracovnicí a řečnicí, přispívala četnými články do tisku a byla považována za „jednu z nejlogičtějších, nejneohroženějších a nejodbornějších spisovatelek své doby“. V letech 1878–1881 vydávala a zároveň byla šéfredaktorkou novin National Citizen, které se věnovaly ženským záležitostem. S Elizabeth Cady Stanton a Susan B. Anthony byly po mnoho let předními tvářemi hnutí za volební právo žen. O tomto tématu také napsaly knihu History of Woman Suffrage. Gage byla také autorkou knih Woman's Rights Catechism (1868), Woman as Inventor (1870), Who Planned the Tennessee Campaign (1880) nebo Woman, Church and State (1893).
Po mnoho let podporovala Národní asociaci za volební právo žen, ale když se její názory na volební právo žen a feminismus staly pro ostatní členy příliš radikální, založila Ženský národní liberální svaz, mezi jehož cíle patřilo: prosazovat přirozené právo ženy na sebeurčení, ukázat na příčinu pozdního uznání jejích nároků, zachovávat zásady občanské a náboženské svobody, upozornit veřejnost na nebezpečí spojení církve a státu prostřednictvím dodatku k ústavě a odsoudit doktrínu o podřadnosti ženy. Gage byla předsedkyní tohoto svazu od jeho založení v roce 1890 až do své smrti v roce 1898.